# Eduardo Germán Otero
Es un nadador argentino de estilo espalda. Representó a Argentina en tres Juegos Olímpicos consecutivos, iniciando en Sídney 2000. Ha sido campeón sudamericano de los 50 m espalda, entre 2002 y 2006.
  En este último año se consagró también campeón de los Juegos Suramericanos.